# Buda Zawidugierska
Buda Zawidugierska (dodatkowa nazwa w j. litewskim Vidugirių Būda) – wieś w Polsce położona w województwie podlaskim, w powiecie sejneńskim, w gminie Puńsk.
W latach 1975–1998 miejscowość administracyjnie należała do województwa suwalskiego.

## Zabytki
Do rejestru zabytków Narodowego Instytutu Dziedzictwa wpisane są następujące obiekty:
- spichrz drewniany, w zagrodzie nr 1, 2. połowa XIX w. (nr rej.: 26 z 13.04.1979:
- zagroda nr 2, 2. połowa XIX w. (nr rej.: 27 z 13.04.1979)
  - dom drewniany (nie istnieje)
  - spichrz drewniany